# الهيئة العامة للولاية على أموال القاصرين ومن في حكمهم
الهيئة العامة للولاية على أموال القاصرين ومن في حكمهم هي هيئة إدارية حكومية مستقلة  في السعودية مقرها الرياض، تتولى حفظ أموال الفئات الضعيفة في المجتمع من الأيتام والغائبين وناقصي الأهلية والقصر والغيب ومن في حكمهم الذين لا ولي لهم أو وكيل، وإدارتها واستثمارها بما يحقق المصلحة، وتمارس الهيئة من الاختصاصات مثل ما خول للولي أو الوصي أو الوكيل أو الناظر عليها. جاءت الهيئة بديلا لبيوت المال التي كانت موجودة في السابق لأكثر من 70 سنة مضت. تأسست في العام 2006 نتيجة ضخامة الأرصدة التي لا ولي لها ولا وكيل في حسابات بيوت المال وتولى أول رئاسة لها الشيخ عبد العزيز بن محمد المهنا.

## الأموال التي تتولى رعايتها
- أموال القصر والأيتام
- أموال المعتوهين والغائبين ومن في حكمهم
- أموال ناقصي الأهلية أو فاقدينها
- أموال من لا يعرف له وارث
- حفظ أموال المجهولين واللقطات والسرقات حتى تثبت شرعيتها لأصحابها.
- حفظ الديات وأموال الشركات المتنازع عليها حتى يتم الحكم فيها
- الأوقاف الأهلية التي لا ناظر عليها[2]

## مهام الهيئة
* السعي إلى تنمية الأموال بما يعود على مالكيها بالنفع والفائدة
* تقرير ما يصرف في إعداد السكن أو في تزويج من تتولى الهيئة إدارة أموالهم
* تقرير النفقة اللازمة لمن تتولى رعاية شؤونهم ولمن عليها نفقاتهم
* استثمار الأموال وتصفيتها، ويكون للهيئة في سبيل إجراءات التصفية أن تتولى القسمة والاستدخال والتخارج والبيع، بناءً على تفويض من الورثة أو الشركاء في الملك أو بناءً على حكم صادر من المحكمة المختصة.

## الأهداف الاستراتيجية
• توفير خدمات متميزة للمشمولين بالنظام بكفاءة وفاعلية.
• رصد متكامل للمشمولين بالنظام وأموالهم بشكل آني.
• حفظ وإدارة أموال المشمولين بالنظام وتأديتها بموثوقية.
• تنمية أموال المشمولين بالنظام باحترافية عالية.
• الإشراف على تصرفات الأولياء بمستوى عالٍ من الدقة والمهنية.
• كسب رضا وثقة المجتمع تجاه عمل الهيئة.